# Almåsatjärnen
Almåsatjärnen är en sjö i Krokoms kommun i Jämtland och ingår i Indalsälvens huvudavrinningsområde. Sjön har en area på 0,147 kvadratkilometer och ligger 407,1 meter över havet.

## Delavrinningsområde
Almåsatjärnen ingår i det delavrinningsområde (704554-141173) som SMHI kallar för Utloppet av Almåsatjärnen. Medelhöjden är 478 meter över havet och ytan är 2,62 kvadratkilometer. Det finns inga avrinningsområden uppströms utan avrinningsområdet är högsta punkten. Vattendraget som avvattnar avrinningsområdet har biflödesordning 4, vilket innebär att vattnet flödar genom totalt 4 vattendrag innan det når havet efter 290 kilometer. Avrinningsområdet består mestadels av skog (62 procent) och jordbruk (19 procent). Avrinningsområdet har 0,15 kvadratkilometer vattenytor vilket ger det en sjöprocent på 5,6 procent.